# There Will Be a Light
There Will Be a Light é o sexto álbum de estúdio do cantor Ben Harper e The Blind Boys of Alabama, lançado a 21 de Setembro de 2004.

## Faixas
Todas as faixas por Ben Harper, exceto onde anotado
1. "Take My Hand" – 3:54
2. "Wicked Man" – 3:33
3. "Where Could I Go" (Ford, Harper, Yates) – 4:09
4. "Church House Steps" – 4:46
5. "11th Commandment" (Harper, The Blind Boys of Alabama) – 1:34
6. "Well, Well, Well" (Dylan, O'Keefe) – 3:15
7. "Picture of Jesus" – 3:45
8. "Satisfied Mind" (Hayes, Rhodes) – 3:15
9. "Mother Pray" (Tradicional) – 3:00
10. "There Will Be a Light" – 3:22
11. "Church on Time" – 4:17

## Tabelas
Álbum - Billboard (América do Norte)
| Ano  | Tabela              | Posição |
| ---- | ------------------- | ------- |
| 2004 | Billboard 200       | 81      |
| 2004 | Top Gospel Albums   | 1       |
| 2004 | Top Internet Albums | 113     |